# Blick nach Rechts

Blick nach Rechts-Logo

Der Blick nach Rechts (ab 2004: bnr.de) war von 1984 bis 2004 ein SPD-nahes antifaschistisches Print-Magazin und anschließend bis 2022 ein Online-Informationsportal, das eine zeitnahe „Aufklärung über rechtsextreme Aktivitäten“ (Untertitel) liefern wollte. Von 1996 bis zu seinem Tod im Jahr 2018, war der Journalist Helmut Lölhöffel Herausgeber des Blick nach Rechts. Aus Altersgründen suchten die verbliebenen Betreiber des BnR – Rechtsanwalt Helmut Neumann und Klaus-Henning Rosen – eine Fortführung des Dienstes. Der Vorstand der SPD erreichte auf Grund dessen am 18. Februar 2022 die Fusionierung des Projekts mit dem Infoportal Endstation Rechts, wobei der Name Blick nach Rechts verschwand und nun alle Inhalte der BnR-Autoren sowie das Blick nach Rechts-Archiv unter dem Namen Endstation Rechts präsentiert werden.

## Herausgeber und Autoren
Der Informationsdienst Blick nach Rechts ging aus einem von dem österreichischen Publizisten Kurt Hirsch gegründeten „Presseausschuß Demokratische Initiative“ (PDI) hervor und erschien seit dem 1. Dezember 1980 alle vierzehn Tage. Hirsch hatte 1976 Kontakt zu dem Leiter des Persönlichen Büros von Alt-Bundeskanzler Willy Brandt, Klaus-Henning Rosen, aufgenommen, der vom Bundesamt für Verfassung ausdrücklich nicht beanstandet wurde. Rosen gehörte seither zu den  maßgeblichen Autoren des Dienstes und war Redakteur. Aufgrund finanzieller Probleme wurde der Informationsdienst 1983 eingestellt, nachdem Hirsch sein Archiv der SPD veräußert hatte.  Eine Neugründung unter SPD-Führung erfolgte 1984, Kurt Hirsch war bis 1987 Redakteur, bis er wegen des Verdachts auf eine Mitarbeit für das Ministerium für Staatssicherheit der DDR entlassen wurde.
Der Verfassungsschutz hatte nach einem Hinweis von Rosen bestätigt, dass seit Jahren  zunächst vom Bayrischen und später vom Bundes-Verfassungsschutz gegen Hirsch ermittelt wurde, den man für einen bedeutsamen Agenten der Stasi hielt. Das wurde selbst in den nach der Wende einsehbaren Akten der DDR nicht bestätigt. Rosen hatte zweimal durch Anzeige bei der Generalbundesanwaltschaft erreicht, dass gegen Hirsch ein Strafverfahren eingeleitet wurde, das jedoch aus den dargelegten Gründen eingestellt wurde.
Zuletzt war das Institut für Information und Dokumentation e. V. Herausgeber, nachdem es zuvor von 1996 bis zu seinem Tod im Jahr 2018, der Journalist Helmut Lölhöffel war. Wirtschaftlicher Träger war die Berliner vorwärts Verlagsgesellschaft mbH (Verlag der SPD-Parteizeitung Vorwärts, eine vollständige Tochter der SPD-Medienholding ddvg). Schirmherrin war die SPD-Politikerin Ute Vogt.
Eine feste Autorenliste gab der BNR nicht an. Freie Mitarbeiter waren verschiedene Politologen, Journalisten und Experten im Themenbereich. Darunter waren unter anderem die Fachjournalisten Anton Maegerle, Andrea Röpke und Andreas Speit sowie die Mitarbeiter des Verfassungsschutzes Armin Pfahl-Traughber und Thomas Pfeiffer. Bereits verstorbener Autor war Heiner Lichtenstein (1932–2010).
Der BNR verfügte über kein festes Autorenverzeichnis. Mehrere Politikwissenschaft, Journalist und Experten des Fachgebiets waren als freie Mitarbeiter tätig. Im Jahr 2007 waren darunter Heiner Lichtenstein, Peter Nowak und Armin Pfahl-Traughber und viele andere.

## Struktur und Angebot
Die Zeitschrift erschien in der Zeit von 1984 bis 2004 als gedruckte Ausgabe und danach als Online-Magazin. Diese waren vorübergehend für Jahresabonnenten als E-Paper erhältlich. Die zweiwöchentlich erscheinende Ausgabe des bnr (25 Ausgaben im Jahr) einschließlich des E-Papers wurde eingestellt. Auch der gesonderte Versand einer gedruckten Fassung wurde eingestellt. Während aktuelle Artikel kostenfrei lesbar waren, war der Zugriff auf das Archiv nur im Abonnement erhältlich.
Die Startseite des BNR verwies auf drei Hauptrubriken:
- BNR aktuell für aktuelle Meldungen, Veranstaltungshinweise, Aktionstipps.
- ein Archiv, das bis 1996 zurück alle Ausgaben enthält. Das Archiv ist nur für Abonnenten verfügbar.
- eine Seite „Aktiv“ mit einem Veranstaltungskalender.

Eine Suchfunktion ermöglichte das Auffinden von Artikeln des Archivs zu einem Suchbegriff, gestaffelt nach Relevanz. Aus Sicherheitsgründen wurde das Suchergebnis sofort nach Aufruf einer Einzelseite wieder gelöscht.
Am 18. Februar 2022 wurde bekanntgegeben, dass Blick nach Rechts mit dem Infoportal Endstation Rechts fusioniert und unter dem Titel ENDSTATION RECHTS. (Eigenschreibweise) fortgeführt wird. Die dazu neu gestaltete Webseite beinhaltet das komplette bnr-Archiv und ist im Gegensatz zu dessen früherer Webseite nun auch ohne kostenpflichtigen Abo-Zugang einsehbar. Die bnr-Internetdomain bnr.de wurde hierzu auf endstation-rechts.de umgeleitet. Der zugehörige Twitter-Kanal von bnr wird künftig nicht mehr aktualisiert.

## Kleine Anfrage der CDU/CSU-Bundestagsfraktion
Am 28. September 2004 stellte die CDU/CSU-Bundestagsfraktion eine Kleine Anfrage an die Bundesregierung bezüglich der Förderung des BNR mit Steuergeldern. Kritisiert wurde „die Vielzahl der Links“ von der Homepage auf „offenkundig linksextremistische Bewegungen, von denen einige auch in Verfassungsschutzberichten erwähnt werden“. Aufgeführt wurden zehn lokale Antifa-Gruppen oder -Bündnisse, die Vereinigung der Verfolgten des Naziregimes – Bund der Antifaschistinnen und Antifaschisten und zwei Internetseiten. Bei einigen dieser genannten Gruppen wurde auf deren Einschätzung durch das Bundesamt und die Landesbehörden für Verfassungsschutz verwiesen. Damit begründeten die Fragesteller ihren Verdacht, „dass der ‚Blick nach Rechts‘ eine mit Steuergeldern finanzierte Plattform auch für die Verbreitung linksextremistischer Parolen unter dem Etikett der Bekämpfung des Rechtsextremismus ist.“
Diese Verdächtigung wies die damalige Bundesregierung zurück:

„Es handelt sich hierbei um einen bedeutenden Beitrag der Zivilgesellschaft im Kampf gegen rechtsextremistische Bestrebungen. Die Ergebnisse der letzten Landtagswahlen zeigen, dass die demokratischen Kräfte in ihrer Arbeit für Demokratie und Toleranz und gegen Extremismus und Gewalt nicht nachlassen dürfen.“

Der BNR sei im Jahr 2000 mit insgesamt 56.497,75 DM aus Mitteln des Bundesinnenministeriums gefördert worden. Die Eigentumsfrage habe dabei keine Rolle gespielt. Das „Anliegen des ‚bnr’, über aktuelle Entwicklungen und Hintergründe der rechtsextremistischen Szene zu informieren und aufzuklären“, sei „unterstützenswert“. Die Bundesregierung teilte zudem mit: „Dem Impressum des ‚bnr’ ist zu entnehmen, dass sich der ‚bnr’ Inhalte von Internetseiten dritter Anbieter, auf die von seinen Seiten aus verlinkt wird, nicht zu eigen macht. Zusätzlich fordert der ‚bnr’ seine Nutzer auf, ihn auf fehlerhafte oder rechtswidrige bzw. veränderte Inhalte solcher Internetseiten Dritter hinzuweisen.“
Die beanstandeten Links waren vorher von der Website gelöscht worden.